# Lijst van oorlogsmonumenten in Druten
De Nederlandse gemeente Druten heeft 9 oorlogsmonumenten. Hieronder een overzicht.
| Nr.                             | Object                              | Herdachte groep | Ontwerper                                                                    | Onthulling    | Type                                      | Locatie                                | Plaats   | Coördinaten                   | Foto                                |
| ------------------------------- | ----------------------------------- | --- | ---------------------------------------------------------------------------- | ------------- | ----------------------------------------- | -------------------------------------- | -------- | ----------------------------- | ----------------------------------- |
| 518                             | Oorlogsmonument                     | militairen in dienst van het Ned. Kon. 1940-1945, militairen in dienst van het Ned. Kon. na 1945, burgerslachtoffers, burgers voormalig Nederlands-Indië, vervolgden Nederland |                                                                              | 22 mei 1941   | zuil                                      | Grotestraat, 6653                      | Deest    | 51° 53' 14" NB, 5° 39' 59" OL | Meer afbeeldingen                   |
| 625                             | Sint-Joris en de draak              | militairen in dienst van het Ned. Kon. 1940-1945 | Jac Maris (ontwerp), Carel Dericks (ontwerp), Dericks & Geldens (uitvoering) | 11 mei 1946   | reliëf                                    | Ambtshuisplein 1, 6651 AZ              | Druten   | 51° 53' 35" NB, 5° 36' 27" OL | Sint-Joris en de draak              |
| 2374                            | Monument voor Jacques J.C.M. Luske  | verzet Nederland | Cor Litjens                                                                  | 5 mei 2001    | overig                                    | Bredestraat, 6631 BC                   | Horssen  | 51° 51' 27" NB, 5° 36' 38" OL | Meer afbeeldingen                   |
| 2666                            | Evacuatie                           | overig | Jac Maris (ontwerp), Carel Dericks (ontwerp), Dericks & Geldens (uitvoering) |               | beeld/sculptuur                           | Ambtshuisplein, 6651 AZ                | Druten   | 51° 53' 35" NB, 5° 36' 27" OL | Meer afbeeldingen                   |
| 2667                            | Monument op de R.K. begraafplaats   | burgerslachtoffers | Carel Dericks (ontwerp), Dericks & Geldens (uitvoering)                      |               | gedenkmuur                                | Molenstraat, 6651 ZA                   | Druten   | 51° 53' 24" NB, 5° 36' 45" OL | Monument op de R.K. begraafplaats   |
| 2668                            | Brits oorlogsgraf                   | |                                                                              |               | gedenkmuur                                | Molenstraat, 6651ZA                    | Druten   | 51° 53' 24" NB, 5° 36' 45" OL | Brits oorlogsgraf                   |
| Dit oorlogsmonument op Wikidata | Gedenkplaat, Mobilisatie Puiflijk   | |                                                                              | 30 april 2015 | pilaar met een gedenkplaat en zonnewijzer | Koningsweg bij 6                       | Puiflijk | 51° 52' 40" NB, 5° 35' 27" OL | Gedenkplaat, Mobilisatie Puiflijk   |
|                                 | Oorlogsgraven van het Gemenebest    | geallieerde militairen |                                                                              |               | grafmonument                              | Rooms Katholiek Kerkhof, Kerkstraat 24 | Puiflijk | 51° 52' 46" NB, 5° 35' 23" OL |                                     |
|                                 | Nederlandse en Britse oorlogsgraven | militairen in dienst van het Ned. Kon. 1940-1945, geallieerde militairen |                                                                              |               | grafmonument                              | NH begraafplaats                       | Horssen  | 51° 51' 30" NB, 5° 36' 28" OL | Nederlandse en Britse oorlogsgraven |

Aalten ·
Apeldoorn ·
Arnhem ·
Barneveld ·
Berg en Dal ·
Berkelland ·
Beuningen ·
Bronckhorst ·
Brummen ·
Buren ·
Culemborg ·
Doesburg ·
Doetinchem ·
Druten ·
Duiven ·
Ede ·
Elburg ·
Epe ·
Ermelo ·
Harderwijk ·
Hattem ·
Heerde ·
Heumen ·
Lingewaard ·
Lochem ·
Maasdriel ·
Montferland ·
Neder-Betuwe ·
Nijkerk ·
Nijmegen ·
Nunspeet ·
Oldebroek ·
Oost Gelre ·
Oude IJsselstreek ·
Overbetuwe ·
Putten ·
Renkum ·
Rheden ·
Rozendaal ·
Scherpenzeel ·
Tiel ·
Voorst ·
Wageningen ·
West Betuwe ·
West Maas en Waal ·
Westervoort ·
Wijchen ·
Winterswijk ·
Zaltbommel ·
Zevenaar ·
Zutphen